# David Perdue
David Alfred Perdue, Jr. (født 10. december 1949 i Macon) er en amerikansk republikansk politiker. Han var medlem af USA's senat valgt i Georgia fra 2015 indtil 2021.